# King Penguin Books

K 32 von Charles Dickens, A Christmas Carol (1946)

King Penguin Books ist eine englischsprachige Buchreihe des Verlags Penguin Books, die mit 76, stets illustrierten Bänden zwischen 1939 und 1959 verlegt wurde.

## Editionsgeschichte
- Beginn am Anfang des Zweiten Weltkriegs, Herausgeberschaft, Typografen

Zu der Buchreihe (Abkürzung: K), deren ersten beiden Ausgaben im November 1939 in den Buchhandel kamen, wurde der englische Verleger Allen Lane durch die ihm aus Deutschland bekannte und dort seit 1912 am Markt erfolgreiche Insel-Bücherei angeregt, so dass im Folgenden auch Bezug auf diese Reihe genommen wird. Ursprünglich war möglicherweise als erster Band A Book of Roses vorgesehen, wie sich der erstmaligen Präsentation des Reihenprojekts Anfang 1940 in der Verlagswerbeschrift Penguins Progress. First War Number entnehmen lässt. Tatsächlich begann die Reihe aber mit British Birds on Lake, River and Stream (K 1, Britische Vögel in See, Fluss und Strom) von Phyllis Barclay-Smith, der Band „Book of Roses“ folgte. Allen Lane hatte nach dem Vorbild der Insel-Bücherei schon ab 1937 die Idee einer Edition von illustrierten Penguin-Ausgaben in einer besonderen Ausstattung entwickelt. Nachdem die 1938 erschienene Illustrated Classics-Reihe aufgrund des kleinen Formats und des einfachen Papiers keinen Anklang beim Publikum gefunden hatte und nach 10 Nummern wieder eingestellt wurde, intensivierte Lane seine Überlegungen zu einer neuen Reihe, da die illustrierten Ausgaben von ihm als Aushängeschild des ansonsten mit einfachen Broschuren von Großauflagen zu Sixpence aufwartenden Verlags gedacht waren.

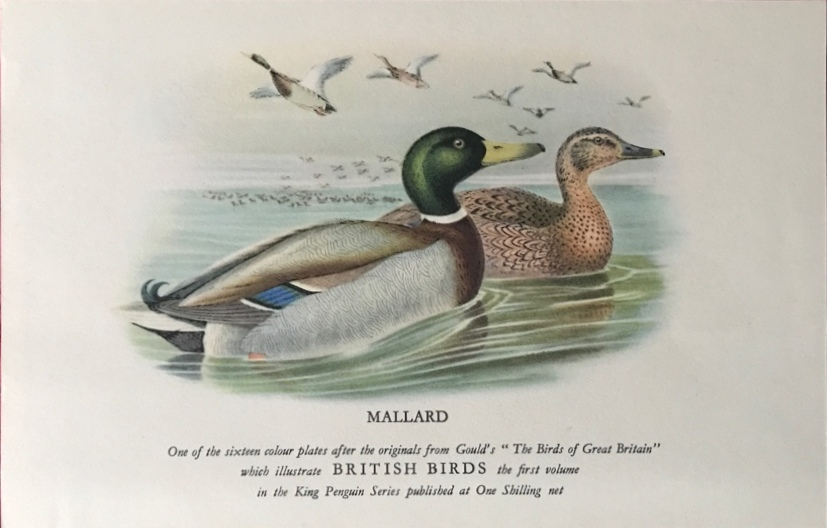
Muster einer Abbildung zu K 1: „British Birds“ (Stockente, gemalt von John Gould), Beilage zu „Penguins Progress“ (1940)

Die Herausgeberin der ersten fünf Titel war die zuvor im British Museum tätig gewesene Elizabeth Senior. Sie kam 1941 bei einem Bombenangriff der deutschen Luftwaffe auf London ums Leben. Nach jeweils 2 Titeln 1939 und 1940 und einem weiteren 1941 sind dann für 1942 auch keine Neuerscheinungen verzeichnet.

Erst 1943 wurde die Reihe von dem aus Deutschland emigrierten Kunsthistoriker Nikolaus Pevsner als literarischem und R. B. Fishenden als technischem Herausgeber fortgeführt. Für die Typographie zeichneten von 1947 bis 1949 Jan Tschichold und ab 1949 Hans Schmoller verantwortlich. Als Autor trat Pevsner übrigens bei K 17 (The Leaves of Southwell) und bei K 62 (Medieval Carvings in Exeter Cathedral von C. J. P. Cave) selbst in der Reihe in Erscheinung.
In den Anfangsjahren entsprachen die Ergebnisse der King Penguin-Produktion aber noch nicht den Vorstellungen des Verlegers, obwohl einige Bände später mehrere Auflagen erleben sollten, also grundsätzlich Anklang beim Publikum gefunden hatten. In einem wohl für die Herausgeber Pevsner und Fishenden bestimmten Memorandum vom 4. Oktober 1943 kritisierte Lane bei den frühen Titeln K 6 (British Shells) bis K 13 (Edible Fungi) – K 12 (The Poet's Corner) war nicht besprochen – u. a. die Auswahl von Autoren und Gestaltern der Farbtafeln, die Umschlagsentwürfe und die Druckqualität, aber auch die bloße Ausführung der Seitennummerierung mit römischen oder arabischen Ziffern. Selbst unter Kriegsbedingungen tolerierte er die verspätete und damit absatzgefährdende Auslieferung von K 13 außerhalb der Pilzsaison im August und September 1944 nicht. Die Ausführungen zu jedem Titel im Einzelnen zeigen, dass Lane gewillt war, das Reihenprojekt auf einem hohen inhaltlichen, gestalterischen und drucktechnischen Niveau zu realisieren, was bei den späteren Reihentiteln in der Regel auch gelungen ist.
- Auflagenhöhe und Folgeauflagen

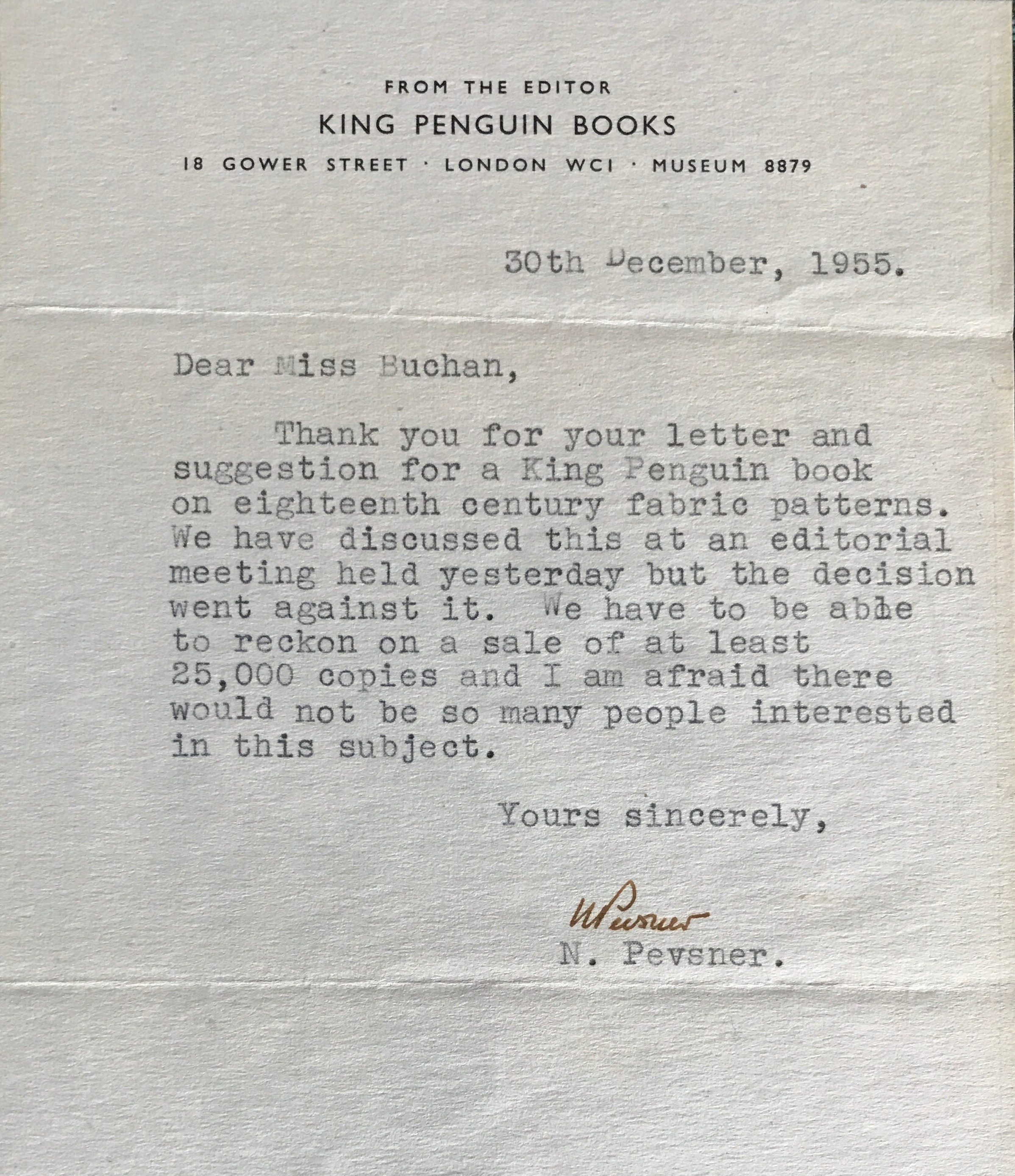
Brief von N. Pevsner an eine Leserin von 1955

Über die genauen Auflagenhöhen bei den einzelnen Titeln liegen keine belastbaren Dokumente vor. Der Verleger Lane ging von anfangs notwendigen 20.000 Exemplaren aus, bevor ein Gewinn erzielt werden konnte. Und Ende 1955 wies der Herausgeber N. Pevsner in einem Brief an eine Leserin zur Ablehnung ihres Themenvorschlags für die Reihe noch darauf hin, dass die Mindestauflage eines geplanten Titels bei 25.000 Exemplaren liegen sollte (Abb.); diese wurde wohl auch tatsächlich gedruckt. Allerdings wird die durchschnittlich verkaufte Auflage nur auf 10.000 bis 20.000 Stück je Titel geschätzt. Bekannt ist zum Beispiel die Überdurchschnittlich verkaufte Auflage von Gwen Whites Book of Toys (K 26) mit 55.806 Exemplaren.
Nur 17 Titel erreichten eine zweite Auflage innerhalb der Reihe und davon fünf noch weitere Auflagen. Neben reinen Nachauflagen wurde an mehreren Titeln auch inhaltlich gearbeitet, teilweise wurden weitere Bildtafeln hinzugefügt. Dies trifft insbesondere auf die mehrfach neu aufgelegten Ausgaben zu, wie Elizabethan Miniatures (K 8) von Carl Winter, The Bayeux tapestry (K 10) von Eric Maclagan oder A book of scripts (K 48) von Alfred Fairbank. Sie sind als „revised editions“ im Impressum ausgewiesen.
- Einstellung der Reihe im Jahr 1959

Aufgrund der in den fünfziger Jahren ständig gestiegenen Druckkosten, die über den Ladenpreis weitergegeben werden mussten, sank die Nachfrage immer mehr. Zwar konnten 1953 und 1954 noch jeweils 4 neue Titel fertiggestellt werden. Danach hatten sich die Absatzschwierigkeiten aber schon so verfestigt, dass 1955 nur noch zwei Bände erschienen waren, nämlich K 73 (The Picture of Cricket von John Arlott) und K 74 (Woodland Birds von Phyllis Barclay-Smith), erst 1957 mit K 75 (Monumental Brasses von James Mann) der vorletzte folgen konnte und schließlich nach nochmals zwei Jahren mit dem letzten Reihentitel The Sculpture of the Parthenon (K 76, P. E. Corbett) die Buchreihe aus wirtschaftlichen Gründen eingestellt werden musste.
Im englischsprachigen Raum – aber auch in Deutschland aufgrund der Nähe zur Insel-Bücherei – haben sich viele Sammler der thematisch vielfältigen und auch optisch attraktiven Reihe gefunden, die auch die verschiedenen Einbandvarianten und Auflagen zu erfassen suchen.

## Ausstattung und Verkaufspreis
- Einbandgestaltung

Die ersten, von Elizabeth Senior herausgegebenen 5 Bändchen wurden mit einem einfarbigen Einband, der mit einem am Buchrücken entlanglaufenden andersfarbigen Streifenmuster verziert wurde, ausgeliefert. Auf dem Vorderdeckel weisen ein Pinguin und der Eindruck „The KING PENGUIN Books“ auf die Reihenzugehörigkeit hin.
Bei den Ausgaben K 3 bis 5 kamen neben Pappeinbänden alternativ auch Broschuren vor. K 6 (British Shells von F. Martin Duncan) wurde noch ähnlich den ersten 5 Bänden gestaltet, ihm fehlen jedoch schon die Randstreifen.
Ab K 7 ähnelt das Äußere der King Penguin Books dann bei vielen Titeln deutlich der Insel-Bücherei. Diese war dem neuen Herausgeber Nikolaus Pevsner aus seiner Zeit in Deutschland gut bekannt und wird deshalb bei der völligen Neugestaltung des Einbands Pate gestanden haben. So zeigen die meisten Bände in der Regel ein Motiv, das mit dem Inhalt des Bändchen im Zusammenhang steht und häufig rapportartig wiederholt wird. Allerdings kommen auch völlig eigenständige grafische Umschlaggestaltungen zum Zuge, die teilweise historische Vorlagen aufgreifen.

Einbandvarianten mit Vorbildausgaben
K 5 von E. H. Gombrich und E. Kris: Caricature, Grafische Gestaltung (K 1 bis K 5)
K 32 von Charles Dickens, A Christmas Carol, EA, Verwendung älterer Muster (hier: Erstausgabe des Texts von 1843)
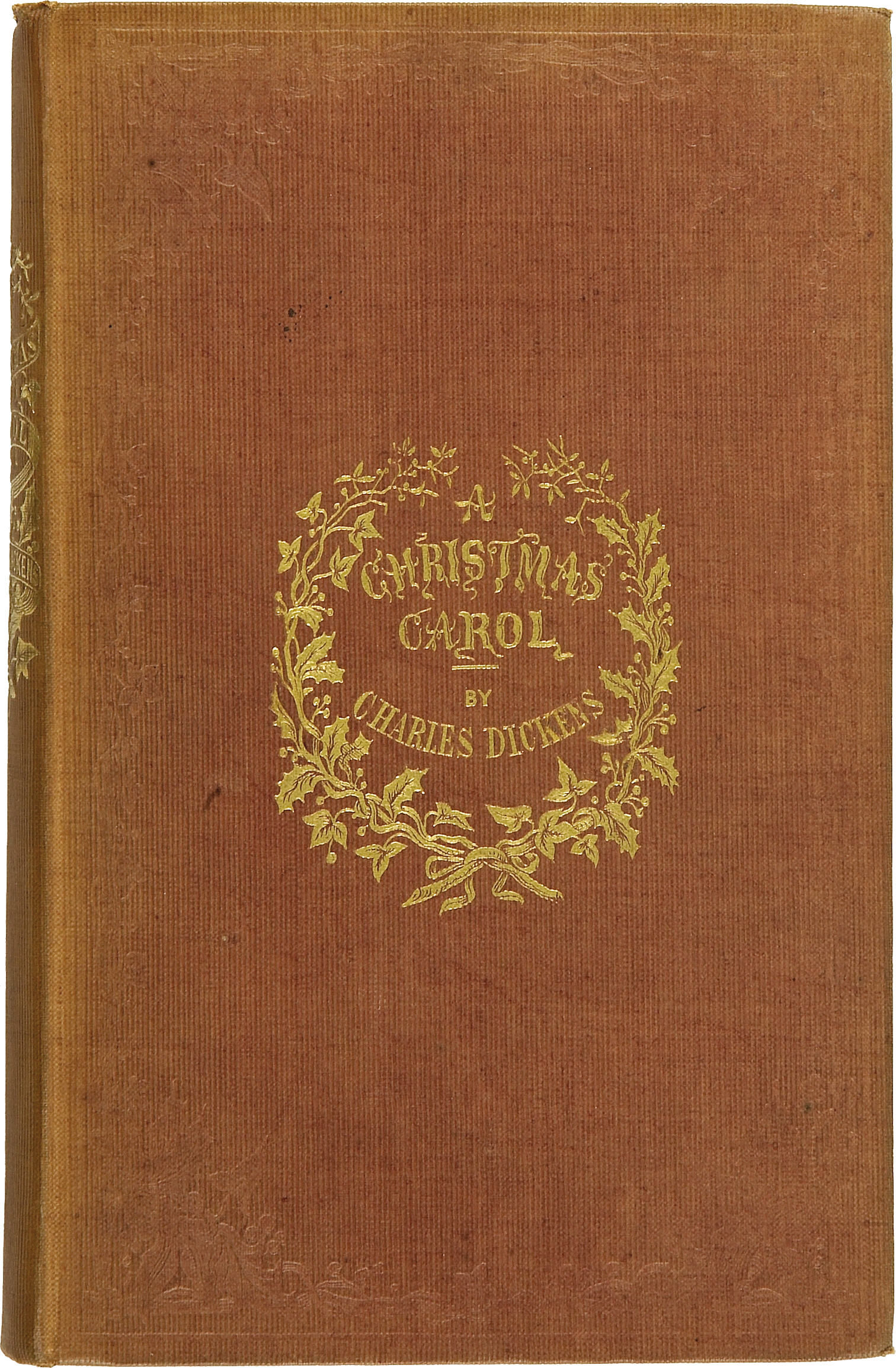
Vergleich zu K 32: Vorderdeckel der Erstausgabe von 1843
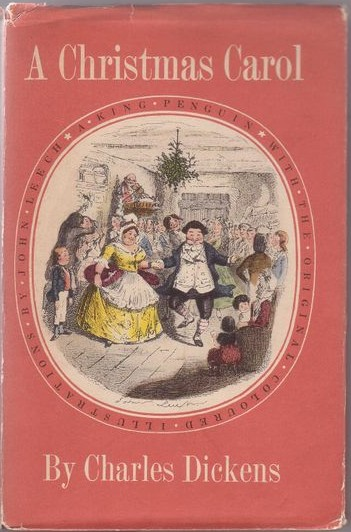
K 32 (Umschlag mit Abbildung nach dem Frontispiz), Motiv aus dem Inhalt
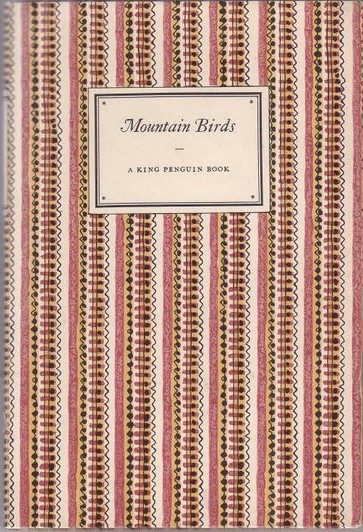
K 67 von R. A. H. Coombes: Mountain Birds (Gebirgsvögel), Musterpapier
Vergleich zu K 67: Insel-Bücherei 347/2, Der Sachsenspiegel

Im Unterschied zur Insel-Bücherei, bei der bis etwa 1980 die Klebetechnik dominierte, wurden die in dieser Reihe verwendeten Titelschilder stets auf den Umschlagdeckel gedruckt. Auf dem Buchrücken befinden sich dann nochmals der Titel, ein Pinguin als Symbol der Reihe und zumeist die Bandnummer. Bei letzterer kam es bei K 56, „Early British Railway“ (Christian Barman), auf dem Rücken zu der falschen Nummernangabe „55“, die beim Schutzumschlag korrigiert wurde.
Der aus Sicht des Betrachters sonst stets nach rechts blickende Pinguin hat bei K 23, dem von dem Mykologen John Ramsbottom verfassten Band „Poisonous Fungi“ (Giftpilze), seinen Kopf nach links gedreht. Dem Titel entsprechend trägt bei K 20, „English Ballet“, der Pinguin ein Tutu und nimmt eine Tanzpose ein; dieser Band, dessen Einband von Kay Ambrose gestaltet wurde, war auch der erste der Reihe, dem 1944 von der 1924 gegründeten britischen National Book League ein Preis verliehen wurde.
- Illustrationen und Buchgestaltung

Die Titel der Reihe wurden im Gegensatz zu den in der Insel-Bücherei früher überwiegenden reinen Textbändchen ausschließlich illustriert: Life in an English village (Edward Bawden, Text von Noel Carrington, K 51) oder mit einem in die Thematik einführenden Textteil zu einem Bildteil, wie z. B. The Picture of Cricket (K 7, Bilder vom Cricket) oder Egyptian Paintings (K 71, Altägyptische Wandmalereien), ediert. Zur Gestaltung der einzelnen Titel wurden vom Verlag häufig Buchkünstler beauftragt.
Aufgrund eines Verlagsversehens musste beim Titel Russian Icons (Russische Ikonen) von David Talbot Rice (K 33) der im Band ausgewiesene Name des Coverdesigners William Drummond durch einen Korrekturzettel mit dem zutreffenden Enid Marx überklebt werden (Teilauflage). Zuvor musste bei Flowers of the Wood von E. J. Salisbury (K 29) ein zu viel genannter Gestalter ebenfalls auf diesem Wege korrigiert werden.
- Schutzumschläge

Nach dem Zweiten Weltkrieg, ab 1951 generell – also auch für Nachauflagen älterer Titel – und zusätzlich bei dem bereits 1949 herausgegebenen Band A Book of Scripts von Alfred Fairbank (K 48) sowie den Restbeständen der Erstauflage von A Christmas Carol (Der Weihnachtsabend) von Charles Dickens (K 32) wurden den Bändchen auch Schutzumschläge beigegeben, die – außer bei der Erstauflage von K 32 (A Christmas Carol), wo das Umschlagmotiv nach dem Einband der schon ausgelieferten 2. Auflage gestaltet worden war – die Optik des jeweiligen Bandes genau wiederholen.
- Verkaufspreise

Die ersten vier Ausgaben kosteten noch 1 Schilling, was dem Doppelten eines normalen Penguin-Paperbacks zu 6 Pence entsprach. Der Kaufpreis war bei K 1 und K 2 auf dem Rücken in einer Zeile angegeben. Bei späteren Binderaten ab 1940 wurde die Zeile angesichts eingetretener Preiserhöhung mit einem farbigen Balken überdruckt. Ab K 5 hatte sich der Ladenpreis verdoppelt. Dieser galt dann letztmals bei K 24 von 1945 (Birds of the Sea von R. M. Lockley mit Farbtafeln von Richard B. Talbot Kelly). Danach schwankte er zwischen 2 Schilling und 2 Schilling 6 Pence bis 1949, erhöhte sich dann schrittweise immer weiter, so dass schließlich K 68, 69 und 71 sowie die letzten vier Ausgaben (K 73 bis K 76) für 5 Schilling verkauft wurden. Die Preise waren zumeist auf dem vorderen Klappentext der Schutzumschläge angegeben; bei durchgeführten Preiserhöhungen oder ausnahmsweise auch -senkungen wurden ältere Lagertitel an dieser Stelle mit einem runden Preisaufkleber versehen.

## Themen
Der inhaltliche Bogen der Reihe reicht von mehreren Bändchen mit Naturthemen: British Birds on Lake, River and Stream (K 1, Britische Vögel in See, Fluss und Strom), A Book of Mosses (K 57, Ein Buch über Moose), über Landschafts- und Städtebeschreibungen aus Großbritannien: A Prospect of Wales (K 4, Eine Ansicht von Wales), Rudolph Ackermann’s Cambridge (K 69), bis zu Kunstbeschreibungen: The English Tradition in Design (K 34) oder Woodcuts of Albrecht Dürer (K 39, Holzschnitte von Albrecht Dürer). Insgesamt wird die Reihe mit knapp einem Drittel der Titel von naturkundlichen Themen dominiert. Allein 24 Bände widmen sich der – überwiegend heimischen – Fauna und Flora, ein weiterer den Halbedelsteinen. Bei den tierkundlichen Ausgaben liegt der editorische Schwerpunkt bei ornithologischen Abhandlungen (7 Bände) und bei der Flora auf Darstellungen zu Blumen (5 Bände). Weitere größere Themenkreise umfassen Kunst und Literatur (8 Bände), das „Schöne Großbritannien“ (7 Bände), Volkskunst und Handwerk (5 Bände), das britische Erbe (4 Bände), Mode und Bekleidung sowie das klassische Griechenland (jeweils 3 Bände). Wären die rund 80 Bände noch erschienen, für die es im Verlag schon Ideen gab, hätte sich die Gewichtung der Reihenthemen etwas mehr in Richtung Kunst und Kulturgeschichte verschoben.
Lediglich zwei literarische Arbeiten, Charles Dickens’ Christmas Carol (K32) und William Cowpers The Diverting History of John Gilpin John (K 70), und ein ausgesprochenes Kinderbuch, The Book of Toys (K 26), sollten in der Reihe am Ende vertreten sein.

## Besonderheiten beim Druckverfahren
In der Reihe wurden Text und Zeichnungen eines Titels, The Book of Toys (K 26), der mit 55.806 Exemplaren mit an der Spitze der Verkaufszahlen von King Penguins rangierte, von der Autorin Gwen White direkt auf den Lithographiestein aufgebracht (Autolithographie), von dem dann gedruckt wurde. Bei weiteren Bänden fand diese Technik für die Illustrationen Verwendung, wie dem schon erwähnten Band Life in an English village (K 51) und John Pipers Romney Marsh (K 55).

## Reihenwerbung und Verzeichnisse
Das Angebot lieferbarer Bände präsentierte der Verlag vor allem in der Reihe selbst durch Einleger in die King Penguin Books und die Auflistung einer kleinen Auswahl von etwa einem Dutzend aktueller Reihentitel (A selected list of King Penguins) und teilweise auch einiger zu erwartender Bändchen (Forthcoming titles) auf der hinteren Klappe der Schutzumschläge. Darüber hinaus wurde auf neue Titel zunächst in der den Käufern kostenlos zugeschickten Verlagswerbung Penguins Progress, die von 1936 bis 1940 und 1946 bis 1951 erschien, hingewiesen. Erstmals erwähnt wurde das Reihenprojekt in der schon erwähnten Penguins Progress. First War Number von 1940. Den Buchhändlern wurden zusätzlich mit Monatslisten (monthly list) Neuerscheinungen angekündigt, die bei Übernahme der Portokosten auch an Privatkunden verschickt wurden.
Speziell für diese Reihe legte der Verlag 1950 eine sechzehnseitige Broschüre King Penguin Books. A complete descriptive list auf. Zu diesem Zeitpunkt war mit 2 Lücken die Reihennummer K 57 (Paul Richards: Mosses) erreicht, wovon 19 Titel bereits wieder vergriffen waren. Für 1951 waren 6 neue Ausgaben (2 ausstehende und 4 neue Nummern bis K 61; E. G. R. Taylor (Hrsg.): Tudor Atlas of England and Wales von John Speed (1627)) angekündigt.
Darüber hinaus waren die Bändchen in den ab 1946 unregelmäßig erschienenen Gesamt- („Complete list“), Teilverzeichnissen („Classified list“) und Lagerlisten („Stock list“) des Verlags mit aufgeführt. Letztmals waren Reihenbände (K 17, 35, 38, 73 und 74) in der Stock list von September 1970 zu finden. In der folgenden Ausgabe vom Februar 1971 und allen künftigen fehlten diese dann; der Vertrieb der Reihe hatte sein Ende gefunden.

Reihenwerbung bei K 61 „An Atlas of Tudor England and Wales“ (1951)
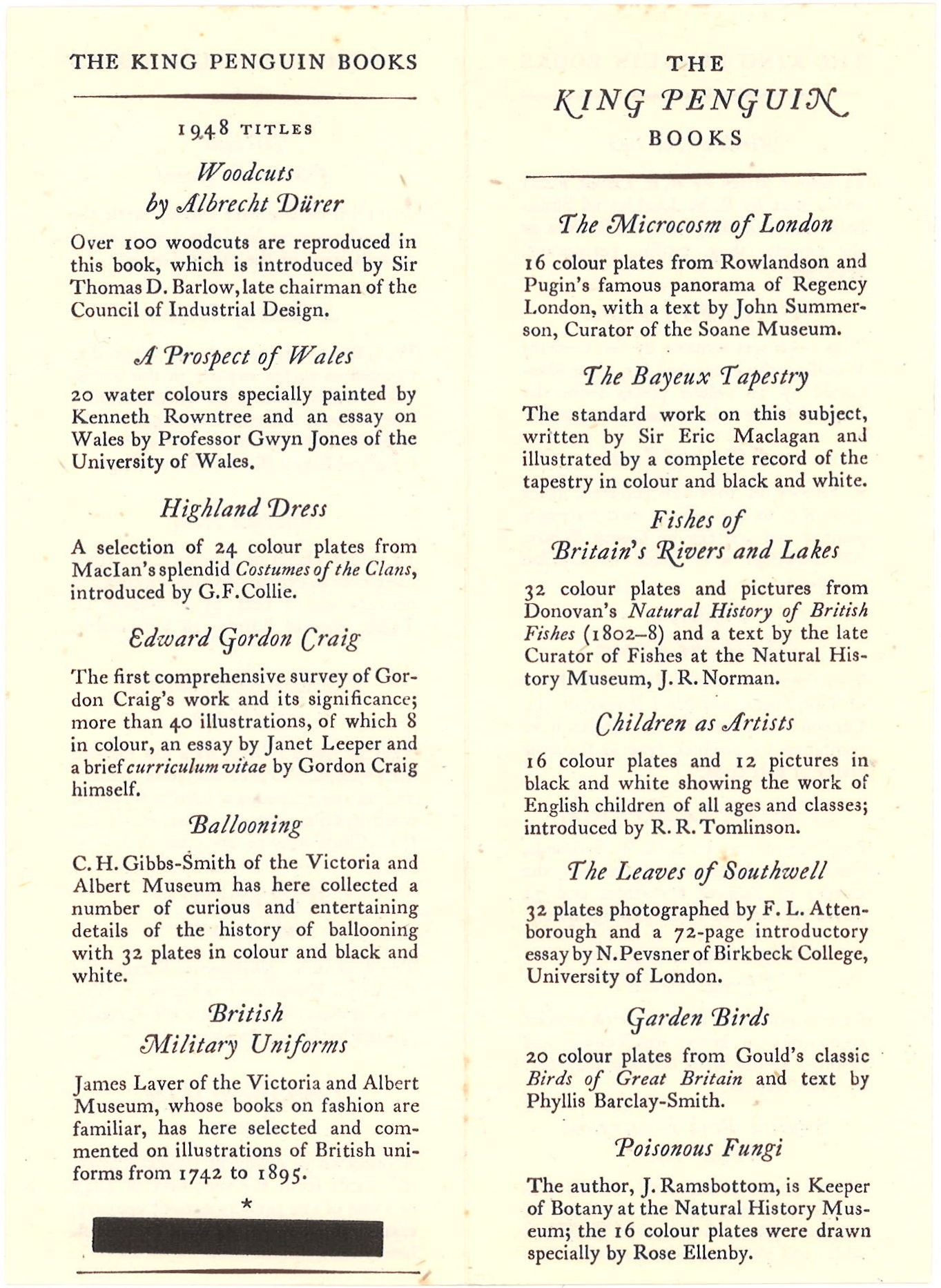
4-seitiges Werbefaltblatt
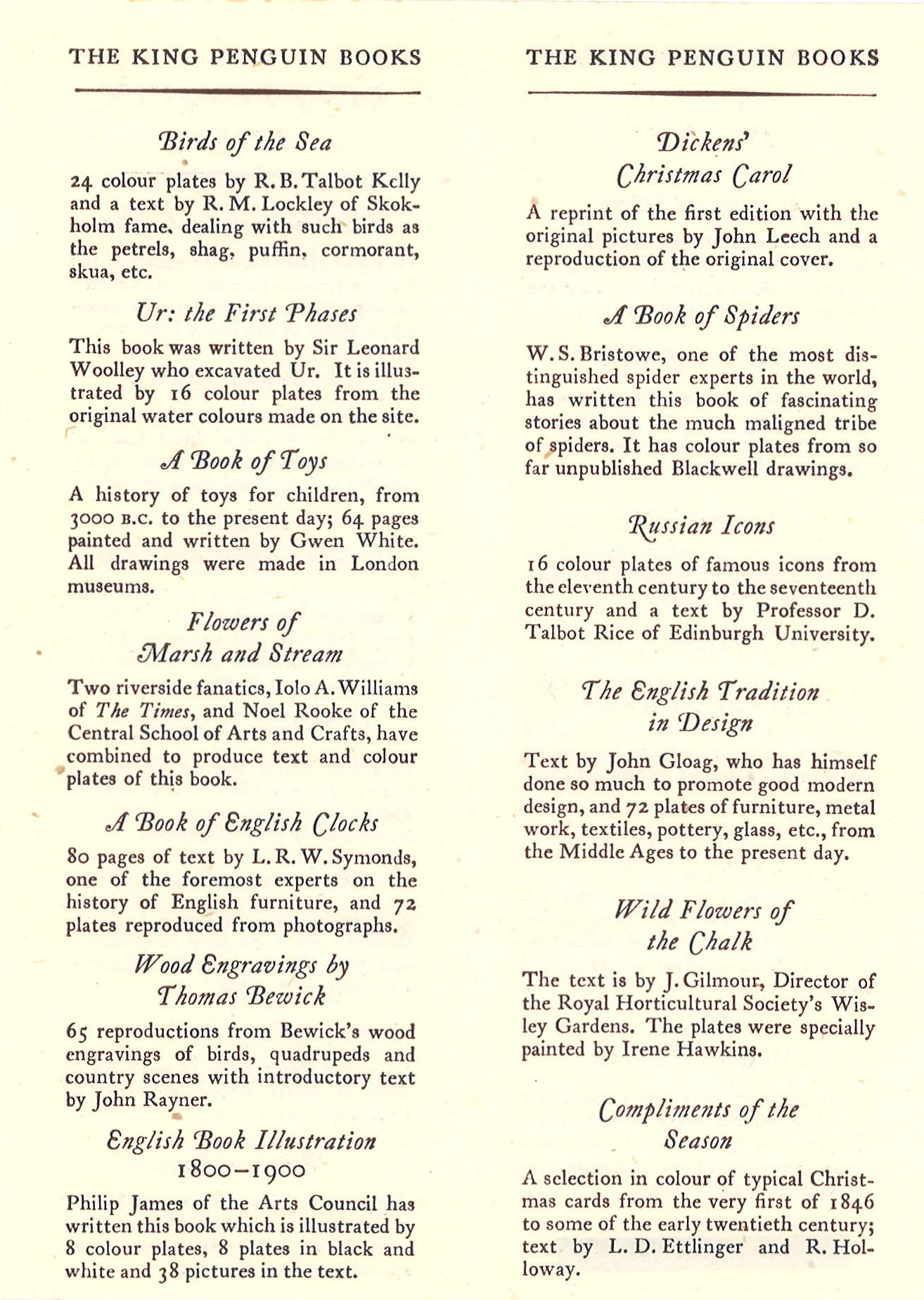
Werbefaltblatt, Rückseite
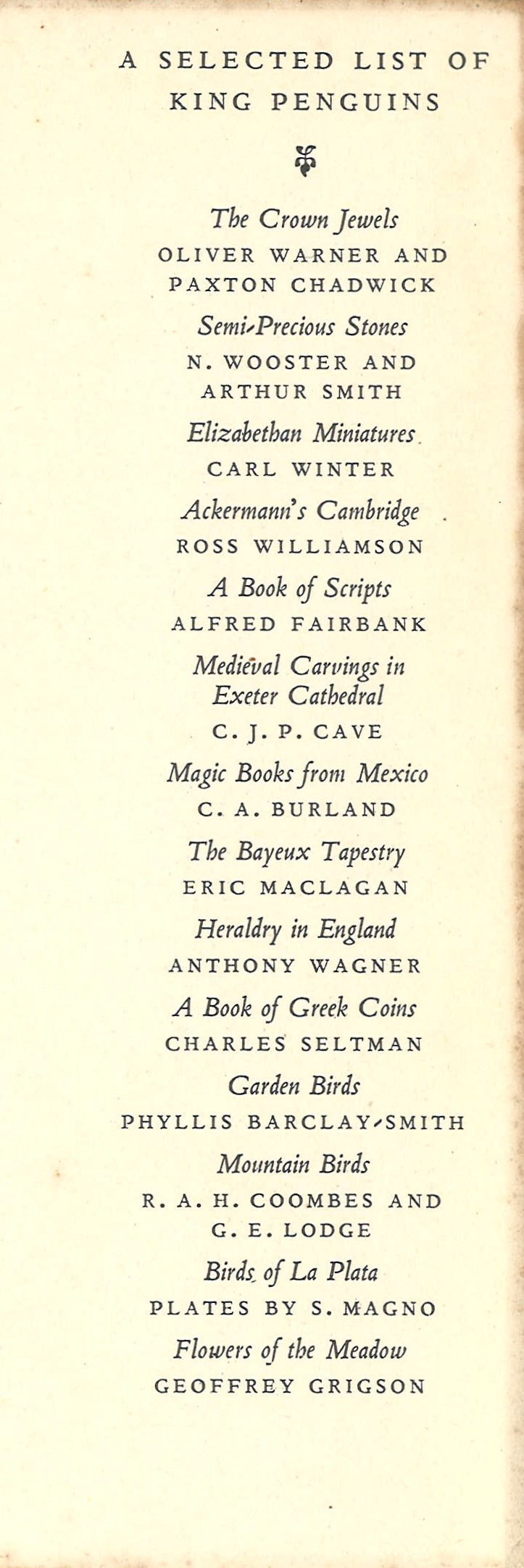
Klappentextwerbung

## Übersetzungen und Nachauflagen außerhalb der Reihe
Beim Pariser Verlagshaus Deberny et Peignot erschien 1952 Fairbanks A Book of Scripts, dessen Einband von Jan Tschichold unter Rückgriff auf einen von 1547 stammenden Entwurf von Juan de Yciar stammte, in der originalen Ausstattung in französischer Übersetzung unter dem Titel Écritures.
In Vorbereitung der Olympischen Spiele in Mexiko-Stadt erlebte der Titel Magic Books from Mexico von Cottie Arthur Burland (K 64) 1966 nochmals eine broschierte Nachauflage beim Verlag Édiciones Lara, México.
Ackermann's Cambridge (K 59) von Reginald Ross Williamson aus dem Jahr 1951 erschien nochmals 1985 mit unverändertem Umschlagmuster und wiederum mit Schutzumschlag bei Penguin Books.
Es gab auch Neuauflagen von Titeln nach dem Reihenende in erweiterter Form und vergrößertem Format. So war der Umfang von John Gloags The English tradition in design in der revidierten und formatseitig vergrößerten Ausgabe (gr. 8°) von 1959 auf 84 Textseiten angewachsen (K 34 von 1946: 36). Der oben erwähnte Band A Book of Scripts wurde revidiert und leicht vergrößert 1969 in der ebenfalls bei Penguin Books laufenden Reihe „Pelican Books“ als Broschüre und im Festeinband mit Schutzumschlag (Penguin Library Editions) sowie 1977 mit leicht verändertem und nunmehr rot-weißem Umschlagmuster bei Faber & Faber (London) als Broschüre verlegt.

## Reihenarchiv
Unterlagen zur Entwicklung der Reihe, einschließlich von Briefwechseln dazu, befinden sich innerhalb des „Penguin Archive“, das in den Spezialsammlungen der University of Bristol betreut wird. Allan Lane war von dieser Universität 1948 der Titel „Master of Arts“ (M.A.) ehrenhalber verliehen worden.

## Sonstiges
Anlässlich des Erscheinens des 50. King Penguin-Titels, Edwin Christensens Popular Art in the United States, fand im Juni 1949 eine Feier in Bedford Gardens (London) statt, zu der auch zwei lebende Pinguine aus dem Londoner Zoo als Reihensymbol herbeigeschafft wurden. Teilnehmer waren u. a. der Verleger Allan Lane, der Herausgeber Nikolaus Pevsner sowie verantwortliche Mitarbeiter, wie R.B. Fishenden, Betty Radice und Eunice Frost, der Tate-Gallery-Direktor John Rothenstein und die Künstler Emile Victor Rieu und Feliks Topolski.